# The Jackson 5 Second National Tour
Tournées par Jackson 5
The Jackson 5 First National Tour
(1970) The Jackson 5 US Tour
(1971-1972)
The Jackson 5 Second National Tour est la deuxième tournée américaine de 33 concerts des Jackson 5 qui a débuté le 2 janvier 1971 à Miami Beach et s'est terminée le 15 août 1971 à Memphis. Cette nouvelle tournée débute avec en première partie les Commodores.

## Programme
- Ce programme a été obtenue lors du concert du 28 mars 1971 au Municipal Auditorium de la Nouvelle-Orléans en Louisiane. Il ne représente pas tous les concerts de la tournée.

1. Stand!
2. I Want to Take You Higher
3. I Want You Back
4. ABC
5. Feelin' Alright?
6. Who's Lovin' You
7. Mama's Pearl
8. I Found That Girl
9. Never Can Say Goodbye
10. Walk On (Reproduction instrumentale de Walk On By)
11. The Love You Save
12. Goin' Back to Indiana

## Liste des concerts
| #  | Date            | Ville               | Pays       | Lieu                               |
| -- | --------------- | ------------------- | ---------- | ---------------------------------- |
| 1  | 2 janvier 1971  | Miami Beach         | États-Unis | Miami Beach Auditorium             |
| 2  | 3 janvier 1971  | Mobile              | États-Unis | Mobile Municipal Auditorium        |
| 3  | 29 janvier 1971 | Dayton              | États-Unis | UD Arena                           |
| 4  | 30 janvier 1971 | Columbus            | États-Unis | Veterans Memorial Auditorium       |
| 5  | 31 janvier 1971 | Gary                | États-Unis | West High School Auditorium        |
| 6  | 27 mars 1971    | Shreveport          | États-Unis | Hirsch Memorial Coliseum           |
| 7  | 28 mars 1971    | La Nouvelle-Orléans | États-Unis | Municipal Auditorium               |
| 8  | 1er avril 1971  | Memphis             | États-Unis | Mid-South Coliseum                 |
| 9  | 2 avril 1971    | Tampa               | États-Unis | Curtis Hixon Hall                  |
| 10 | 4 avril 1971    | Jackson             | États-Unis | Mississippi Coliseum               |
| 11 | 28 mai 1971     | Philadelphie        | États-Unis | Spectrum                           |
| 12 | 29 mai 1971     | Indianapolis        | États-Unis | Indiana State Fairgrounds Coliseum |
| 13 | 30 mai 1971     | Oklahoma City       | États-Unis | Oklahoma State Fair Arena          |
| 14 | 16 juillet 1971 | New York            | États-Unis | Madison Square Garden              |
| 15 | 17 juillet 1971 | Charleston          | États-Unis | Charleston Civic Center            |
| 16 | 18 juillet 1971 | Hampton             | États-Unis | Hampton Coliseum                   |
| 17 | 20 juillet 1971 | Charlotte           | États-Unis | Charlotte Coliseum                 |
| 18 | 21 juillet 1971 | Toledo              | États-Unis | Toledo Sports Arena                |
| 19 | 23 juillet 1971 | Chicago             | États-Unis | International Amphitheatre         |
| 20 | 24 juillet 1971 | Cincinnati          | États-Unis | Cincinnati Gardens                 |
| 21 | 25 juillet 1971 | Détroit             | États-Unis | Détroit Olympia                    |
| 22 | 27 juillet 1971 | Flint               | États-Unis | IMA Sports Arena                   |
| 23 | 28 juillet 1971 | Fort Wayne          | États-Unis | Allen County War Memorial Coliseum |
| 24 | 30 juillet 1971 | Pittsburgh          | États-Unis | Civic Arena                        |
| 25 | 31 juillet 1971 | Baltimore           | États-Unis | Baltimore Civic Center             |
| 26 | 1er août 1971   | Raleigh             | États-Unis | Dorton Arena                       |
| 27 | 2 août 1971     | Macon               | États-Unis | Macon Coliseum                     |
| 28 | 7 août 1971     | Columbia            | États-Unis | Carolina Coliseum                  |
| 29 | 10 août 1971    | Tampa               | États-Unis | Curtis Hixon Hall                  |
| 30 | 11 août 1971    | Birmingham          | États-Unis | Birmingham Municipal Auditorium    |
| 31 | 13 août 1971    | Kansas City         | États-Unis | Municipal Auditorium               |
| 32 | 14 août 1971    | Saint-Louis         | États-Unis | Kiel Auditorium                    |
| 33 | 15 août 1971    | Memphis             | États-Unis | Mid-South Coliseum                 |

## Équipe musicale

### Artistes principaux
- Michael Jackson: chanteur, danseur
- Jackie Jackson: chanteur, danseur, percussionniste
- Tito Jackson: chanteur, danseur, guitariste
- Jermaine Jackson: chanteur, bassiste
- Marlon Jackson: chanteur, danseur, percussionniste